# Somatina obscuriciliata
Somatina obscuriciliata là một loài bướm đêm trong họ Geometridae.